# Glacier Taku

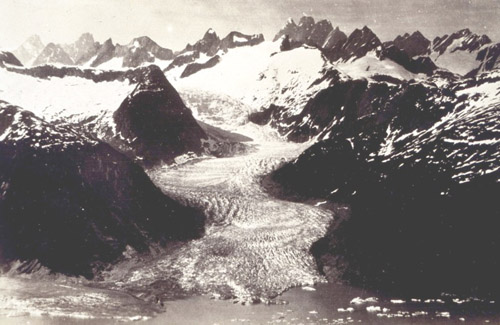
Le glacier Taku.

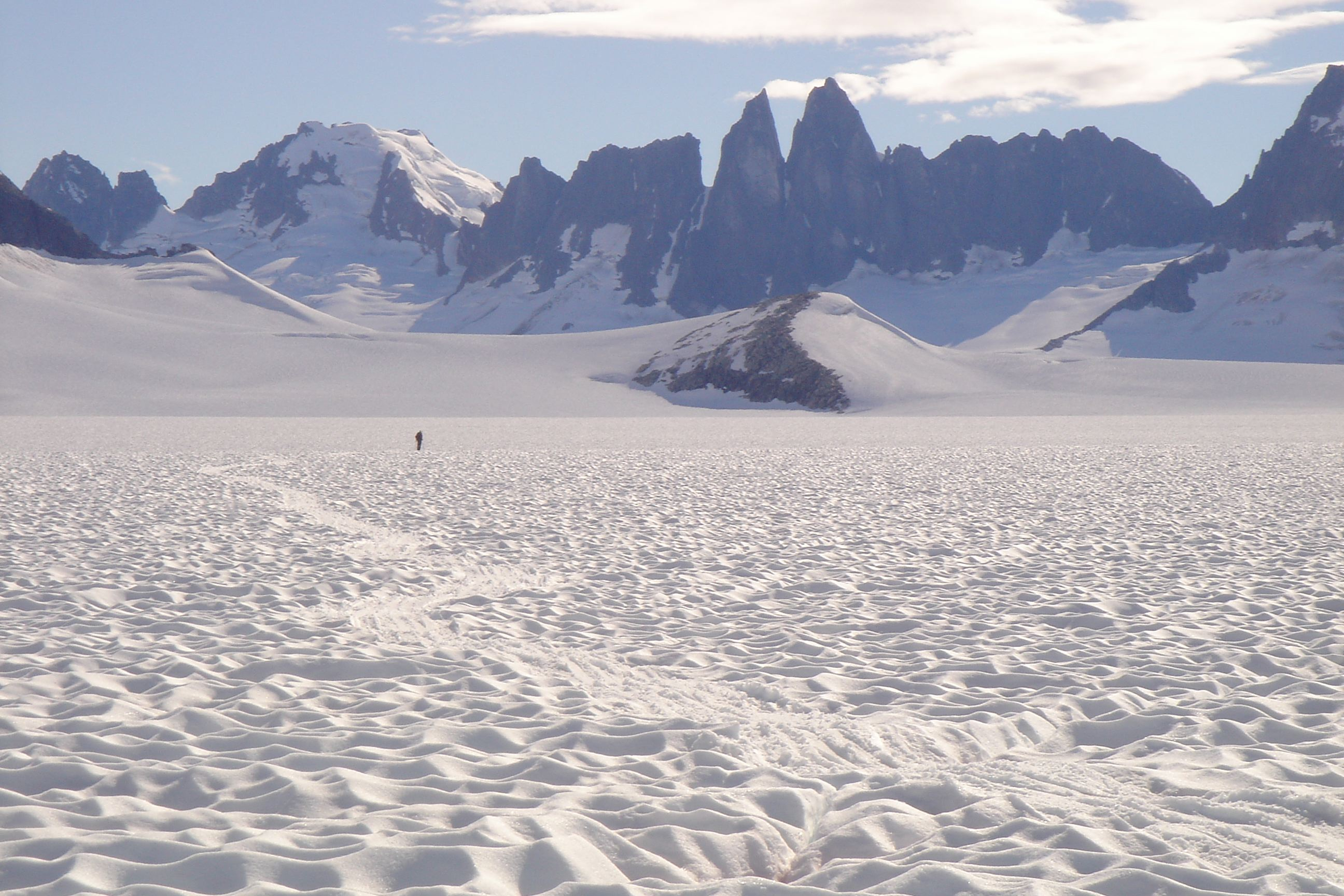
Vue depuis glacier.

Le glacier Taku est un glacier côtier de l'Alaska du Sud-Est, juste au sud-est de la ville de Juneau.
Le glacier fut d'abord nommé glacier Schultze en 1883 puis glacier Foster en 1890, mais Taku, le nom que les amérindiens Tlingit locaux avaient pour le glacier, s'imposa. Il se trouve  dans la chaîne Côtière (Coast Mountains) et prend naissance dans le champ de glace Juneau dont il est le plus grand glacier et l'un glaciers côtiers les plus méridionaux de l'hémisphère nord.
Le glacier, qui converge vers la Taku River dans la baie Taku (Taku Inlet), a plusieurs fois progressé, dans son histoire, jusqu'à ce qu'il bloque la rivière, créant un lac, suivi par une dramatique rupture du barrage de glace. La plus récente de ces avancées du glacier date de 1750. Le glacier a avancé de 7,5 kilomètres depuis 1890. C'est le seul glacier qui avance des 20 plus importants glaciers provenant du Juneau Icefield. Si cette avance continue, il bloquera de nouveau la rivière. Depuis 1946, le glacier est observé annuellement par le Juneau Icefield Research Program, qui a noté une avance du glacier depuis 1988 de 17 mètres par an. Cette avance est provoquée par un équilibre positif de la masse du glacier (plus de glace qui se forme que de glace qui fond). Jusqu'à présent, le glacier, du fait de cet équilibre de masse positif, semblait insensible au réchauffement climatique qui touche tous les autres glaciers environnants. La récente inversion de cet équilibre entre 1989 et 2005 n'est pas encore suffisante pour arrêter cette avance mais est sans doute le premier signe que le glacier ne progressera plus dans l'avenir.